# Сон Хјунгмин
Сон Хјунгмин (кореј. 손흥민; Чунчон, 8. јул 1992) је јужнокорејски фудбалер који игра на позицији нападача. Тренутно наступа за Лос Анђелес и за репрезентацију Јужне Кореје.
Сматра се једним од најбољих азијских фудбалера, а такође је први азијски играч који је постигао 50 голова у Премијер лиги и први који је освојио Златну копачку Премијер лиге.